# Droptank (flyvning)
 For alternative betydninger, se Droptank. (Se også artikler, som begynder med Droptank)
En droptank er en aerodynamisk brændstoftank til ekstern montering under en flyvemaskine for at give forøget flyvetid, eller ekstra brændstofbeholdning i forbindelse med buddy refueling (jagerfly, der anvendes som tankfly). Som navnet antyder (to drop betyder 'at tabe' eller 'at slippe' på engelsk) kan en droptank bortkastes fra flyet, når den er tom eller i nødsituationer. 
Brugen af droptanke kan give et fly en større aktionsradius end det ellers havde. Som en tommelfingerregel bruges halvdelen af droptankens brændstof på at overvinde droptankens egen luftmodstand og vægt.
I Danmark stødte man første gang på droptanke i forbindelse med Besættelsen. Luftwaffes droptanke havde påskriften Keine Bombe.
Droptanke er simple og tømmes med overtryk fra flymotorens kompressor, som en spraydåse. Droptanke forsøges undgået, da de optager bombernes plads samt giver flyet et kraftigere radarekko.  
B-52 Stratofortress-bombeflyets droptank er den største droptank anvendt af fly. Af produktionsmæssige årsager, anvender nogle helikoptere droptanke der er designet til større hastigheder. 
- F-16 kan anvende tre droptanke samtidigt.
- LC-130; droptank imellem de to motorer
- B-52; droptanke yderst.
- US Army UH-60 Black Hawk
- Rumfærgens droptank

| Luftfart | Spire Denne artikel om flyvning er en spire som bør udbygges. Du er velkommen til at hjælpe Wikipedia ved at udvide den. |